# 書棚本
書棚本又稱臨安書棚本，是南宋臨安陳起以及其子陳續芸所刻的書，年代為宋寧宗至宋理宗初年。陳起當時在臨安睦親坊開設了名為芸居樓的書肆。元朝初年書肆和陳起父子均已不復存在。陳起刻的書都會刻有「臨安府棚北大街陳宅書籍鋪印行」或者「臨安府棚北大街睦親坊南陳宅刊本」字樣的文字。書棚本的書籍在每卷卷末都會刻有一行文字。陳起所刻的書大多為唐朝人的文集，陳續芸所刻的書大多為宋朝人的文集。